# Малая Турша
Малая Турша (мар. Изи Туршо) — деревня в Медведевском районе Марий Эл Российской Федерации. Входит в состав Люльпанского сельского поселения.
Численность населения — 97 чел. (2021 год).

## География
Располагается в 10 км от административного центра сельского поселения — деревни Люльпаны.

## История
До 1 апреля 2014 года деревня входила в состав упразднённого сельского поселения Туршинское.

## Население
| 2010 | 2011 | 2012 | 2013 | 2015 | 2016 | 2018 |
| ---- | ---- | ---- | ---- | ---- | ---- | ---- |
| 131  | ↘125 | ↘117 | ↘112 | ↘105 | ↗110 | ↘103 |
| 2019 | 2020 | 2021 |      |      |      |      |
| ↗104 | ↘100 | ↘97  |      |      |      |      |

Национальный состав на 1 января 2013 г.:
| Национальность | Численность, чел. | Доля    |
| -------------- | ----------------- | ------- |
| всего          | 112               | 100,0 % |
| Марийцы        | 86                | 76,8 %  |
| Русские        | 24                | 21,4 %  |
| другие         | 2                 | 1,8 %   |